# Dirty Sanchez
Dirty Sanchez ist eine englische Fernsehsendung, in der die drei Waliser Matthew Pritchard, Lee Dainton, Michael Locke („Pancho“) und der Engländer Dan Joyce auf sehr extreme Art und Weise ihre Gesundheit riskieren. Zunächst wurde nur in Wales gedreht, ab einem späteren Zeitpunkt auch an anderen Orten weltweit.
2006 erschien ein Kinofilm der Gruppe namens Dirty Sanchez – der Film (Dirty Sanchez – the Movie), der weltweit gedreht wurde.

## Inhalt

### Erste StaffelFront And Rear End(2003)
Dainton und Pritchard filmen sich gegenseitig, wie sie skaten und sich dumme Streiche spielen. Das Sammelsurium der Filme wurde Pritchard vs Dainton genannt. MTV entschied sich, eine Fernsehserie über die zwei und ihre zwei besten Freunde zu machen. Die resultierende Show, in der sie dann neben gefährlichen Stunts auch Clips von sich selbst und ihrer Familien und besten Freunde zeigten, in denen sie über sich und ihr Leben redeten, wurde dann Dirty Sanchez genannt.

### Zweite StaffelJobs For The Boyos(2004)
In der zweiten Staffel besuchen sie verschiedene Arbeitsplätze und arbeiten da mit ihrer Crew fünf Tage lang.

### Dritte StaffelEuropean Invasion(2005)
Die Jungs reisen durch Europa und machen mehr masochistische Stunts und Ähnliches.

### Vierte StaffelBehind the Seven Sins(2007)
Blick hinter die Kulissen und Reaktionen.

### Fünfte StaffelSanchez Get High(2008)
Reise um die Welt.

## Rezeption
Zum Kinofilm Dirty Sanchez – der Film (2006) urteilte der Filmdienst: „Vier junge Waliser liefern sich Späße und grobe Scherze, reisen um die Welt und verspeisen recht außergewöhnliche Köstlichkeiten, um bekannt zu werden und die Fernsehöffentlichkeit zu unterhalten. Kinoversion einer britischen Fernsehserie und die Billig-Antwort auf das US-amerikanische „Jackass“-Programm, die den schlechten Geschmack der Vorlage noch um einiges unterbietet.“